# Toots Thielemans
Toots Thielemans (29. dubna 1922 Brusel, Belgie – 22. srpna 2016) byl belgický jazzový hudebník, hráč na kytaru a foukací harmoniku, a hudební skladatel. Profesionální kariéru zahájil v roce 1949, kdy se zúčastnil jam session spolu s Charlie Parkerem, Milesem Davisem, Maxem Roachem a dalšími. Následně odehrál několik koncertů po Evropě s Benny Goodmanem a spolu s Zoot Simsem nahrál svou první nahrávku. Později spolupracoval s mnoha dalšími hudebníky, mezi které patří klavíristé Oscar Peterson a Bill Evans, zpěvák Billy Joel nebo trumpetista Dizzy Gillespie.
V roce 2009 získal ocenění NEA Jazz Masters.

## Diskografie

### Jako leader
- The Sound (Columbia, 1955)
- Man Bites Harmonica (Riverside, 1958)
- Time Out for Toots (Decca, 1958)
- The Soul of Toots Thielemans with Ray Bryant (Signature, 1960)
- The Romantic Sounds of Toots Thielemans (MGM, 1962)
- The Whistler and His Guitar (ABC-Paramount, 1964)
- Too Much! Toots! (Philips, 1965)
- Contrasts (Command, 1966)
- Toots (Command, 1968)
- Yesterday and Today with Svend Asmussen (A&M, 1973)
- Captured Alive (Choice, 1974)
- Affinity with Bill Evans (Warner Bros., 1979)
- The Guitar Session with Gene Bertoncini (Inner City, 1981)
- Slow Motion (Jazz Man, 1981)
- Live (Inner City, 1982)
- Live 2 (Inner City, 1982)
- Live 3 (Inner City, 1982)
- Live in the Netherlands (Pablo, 1982)
- Bringing It Together with Stephane Grappelli (1984)
- Only Trust Your Heart (Concord Jazz, 1988)
- Apple Dimple (Denon, 1990)
- For My Lady with Shirley Horn (EmArcy, 1991)
- Footprints (EmArcy, 1992)
- The Brazil Project (Private Music, 1992)
- The Brazil Project Volume 2 (Private Music, 1993)
- Do Not Leave Me (Milan, 1994)
- East Coast West Coast (Private Music, 1994)
- Chez Toots (Private Music, 1998)
- The Live Takes Volume 1 (Narada, 2000)
- Toots Thielemans and Kenny Werner (Verve, 2001)
- One More for the Road (Verve, 2006)

### Jako sideman
S John Denver
- Aerie (1971, RCA)

S Eliane Elias
- Illusions (Denon, 1986)
- Bossa Nova Stories (2008, Blue Note)

S Bill Evans
- Affinity (Warner Bros., 1979)

S Michael Franks
- "Never Satisfied" on Passionfruit (Warner Bros., 1983)

S Dizzy Gillespie
- Digital at Montreux, 1980 (Pablo, 1980)

S Urbie Green
- The Fox (CTI, 1976)

S Shirley Horn
- I Remember Miles (Verve, 1998)

S Billy Joel
- "Leave a Tender Moment Alone" on An Innocent Man (Columbia, 1983)

S Brook Benton
- "Rainy Night in Georgia" on Brook Benton Today (Atlantic, 1970)

S Quincy Jones
- Quincy Jones Explores the Music of Henry Mancini (Mercury, 1964)
- Walk, Don't Run (Mainstream, 1966)
- "Chump Change" on You've Got It Bad Girl (A&M, 1973)
- "Bluesette" on Mellow Madness (A&M, 1975)
- "Velas" on The Dude (A&M, 1981)

S Fumio Karashima
- Rencontre (1999, Emarcy/Polydor Japan)

S James Last
- Theme from Der Landarzt (Polydor Germany, 1987)

S Joe Lovano

- Flights of Fancy: Trio Fascination Edition Two (Blue Note, 2001)

S Jaco Pastorius
- Word of Mouth (Warner Bros., 1981)

S Oscar Peterson
- The Oscar Peterson Big 6 at Montreux (Pablo, 1975)
- Live at the North Sea Jazz Festival, 1980 (Pablo, 1980)

S Elis Regina
- Honeysuckle Rose Aquarela Do Brasil (1969, Philips)

S Julian Lennon
- "Too Late for Goodbyes" on Valotte (Atlantic/Charisma, 1984)

S Pat Metheny
- Secret Story (Geffen, 1992)

S George Shearing
- Latin Affair (Capitol, 1958)

S George Shearing and Dakota Staton

- In the Night (Capitol, 1958)

S Paul Simon
- "Night Game" on Still Crazy After All These Years (Columbia, 1975)